# Krasna Volea, Peatîhatkî
Krasna Volea (în ucraineană Красна Воля) este un sat în comuna Ivașînivka din raionul Peatîhatkî, regiunea Dnipropetrovsk, Ucraina.

## Demografie
Componența lingvistică a localității Krasna Volea
     Ucraineană (90,1%)
     Rusă (8,91%)
Conform recensământului din 2001, majoritatea populației localității Krasna Volea era vorbitoare de ucraineană (90,1%), existând în minoritate și vorbitori de rusă (8,91%).